# Stadtarchiv Eberbach
Das Stadtarchiv Eberbach ist das Kommunalarchiv der Stadt Eberbach im Rhein-Neckar-Kreis in Baden-Württemberg.
Als Verbundarchiv betreut das Stadtarchiv neben den 1911 gebildeten archivalischen Beständen Eberbachs die Archive der benachbarten Städte Hirschhorn und Neckarsteinach sowie der Gemeinden Aglasterhausen, Neckargerach, Neckarzimmern, Neunkirchen, Schönbrunn, Schwarzach und Waldbrunn. Beginn für die Überlieferung der einzelnen Archive des Archivverbunds sind:
- bei Eberbach und Hirschhorn im 14. Jahrhundert,
- bei Neckarsteinach, Neckarzimmern und Schönbrunn im 16. Jahrhundert,
- bei Aglasterhausen und Neunkirchen im 17. Jahrhundert und
- bei Schwarzach, Neckargerach und Waldbrunn im 18. Jahrhundert.

Das Eberbacher Stadtarchiv wurde im Jahre 1993 zu einem Verbundarchiv mit anfangs den Archivbeständen von Hirschhorn, Neckarsteinach, Schönbrunn, Schwarzach und Waldbrunn erweitert. 1995 kamen die Bestände von Aglasterhausen und Neunkirchen dazu, 1999 das Archiv von Neckarzimmern und 2001 das Archiv von Neckargerach. Im Archivwesen gilt das Verbundarchiv Eberbach mit den Archivbeständen von Städten und Gemeinden aus zwei Bundesländern und drei Landkreisen als ein einmaliges Projekt interkommunaler Zusammenarbeit.
Das Stadt- und Verbundarchiv ist in einem im Jahr 1988 neu erbauten modernen Archivzweckbau im Eberbacher Stadtteil Pleutersbach untergebracht. Dieser verfügt neben entsprechenden Magazinräumen über eine Restaurierungswerkstatt sowie über einen separaten Arbeitsraum für Benutzer. Leiter des Archivs ist Marius Golgath.

## Publikationen
- Hansmartin Schwarzmaier: Geschichte der Stadt Eberbach am Neckar bis zur Einführung der Reformation 1556 (Stadtchronik / Teil 1). Hrsg.: Stadt Eberbach, 1986
- Andreas Cser, Roland Vetter und Helmut Joho: Geschichte der Stadt Eberbach am Neckar vom 16. Jahrhundert bis in die Gegenwart (Stadtchronik / Teil 2). Hrsg.: Stadt Eberbach, 1992
- [AutorInnenkollektiv]: Festbuch: 60 Jahre Städtepartnerschaft Eberbach-Thonon (1961–2021). Hrsg.: Stadt Eberbach, 2021